# ファデエフ＝ポポフゴースト
ファデエフ＝ポポフゴースト（英語: Faddeev–Popov ghost）、あるいはゴースト場（ゴーストば）とは、ゲージ理論を経路積分により定式化する際に理論の整合性を保つために導入される場である。名称はファデエフ(en:Ludvig Faddeev)とポポフ(en:Victor Popov)に由来する。最初、ファインマンにより1ループレベルでその必要性が認識され、ドウィット(en:Bryce DeWitt)により任意のループに一般化された。経路積分により初めて系統的に導出したのがファデエフとポポフである。

## ゲージ場の経路積分
ゴースト場はゲージ場の理論を経路積分によって定式化する際に、あいまいさや特異性をもつ解を出さないように定式化するために必要となる。ゲージ対称性をもつ理論の場合、ゲージ変換で繋がる物理的に等価な解の中から一つだけ選び出す処方は存在しない。経路積分では、これらの等価な物理的状態に対応する場の配位が重複して計算されることによる問題が生じる。この重複は経路積分の測度の因子に含まれる。そのためファインマン・ダイアグラムなどの通常の方法を用いて、様々な量を元の作用から直接計算することができなくなる。
この問題はゴースト場を作用に追加してゲージ対称性を破ることにより解決することができる。この手法はファデエフ＝ポポフの方法と呼ばれる。ゴースト場は現実の粒子ではなく計算上のツールであり、仮想粒子としてのみファインマン・ダイアグラムに現れるが、ユニタリティを保つために必要となる。
物理量はゲージの選び方に依らないにもかかわらず、ゴースト場の定式化はゲージの選び方に依存する。通常は、ファインマン＝トホーフトゲージがもっとも単純である。以後このゲージを仮定する。

## スピン-統計性の関係の破れ
ゴースト場に対しては、スピン-統計性の関係が成立しない。これはゴースト場が非物理的な場であることの理由づけとなっている。例えば、量子色力学などのヤン＝ミルズ理論では、ゴースト場はスピン 0 の実スカラー場であるが、フェルミオンのように反可換な場で表される。
一般に、ボゾン的な対称性に対しては反可換なゴースト場、フェルミオン的な対称性に対しては可換なゴースト場が必要となる。

## ファインマン・ダイアグラム
ファインマン・ダイアグラムでは、ゴースト場は3点の頂点を通じてゲージ場と繋がる閉じたループとしてのみ現れる。このダイアグラムのS行列への寄与は、（ファインマン＝トホーフトゲージでは）3点の頂点からなるゲージ場のループと完全に相殺される。3点以外の頂点を含むゲージ場のループはゴースト場のループとは相殺されない。
ゴースト場とゲージ場のループの寄与が互いに逆符号となるのは、フェルミオンとボゾンが互いに逆の性質（フェルミオンの閉じたループには -1 が余分につく）を持っていることに由来する。

## ゴースト場のラグランジアン
ゲージ条件 {\displaystyle \Phi ^{I}(A)=0} を課してゲージ変換の自由度を固定するとき、ゴースト場のラグランジアンは
{\displaystyle {\mathcal {L}}_{\text{FP}}=ib^{I}c^{a}\delta ^{a}\Phi ^{I}(A)}
で与えられる。ここで {\displaystyle \delta ^{a}} は微小ゲージ変換である。
ゴースト場 {\displaystyle c^{a}(x)} はゲージ群の随伴表現の添え字をもち、ゲージ変換のパラメータを反可換にしたような場である。
反ゴースト場 {\displaystyle b^{I}(x)} は拘束条件と同じ添え字を持ち、ラグランジュの未定乗数を反可換にしたような場である。
ゴースト場はゴースト数 +1 をもち、反ゴースト場はゴースト数 -1 をもつ。
ヤン＝ミルズ理論でのゴースト場 {\displaystyle c^{a}(x),{\bar {c}}^{a}(x)} に対するラグランジアンは
{\displaystyle {\mathcal {L}}_{\text{ghost}}=-i\partial ^{\mu }{\bar {c}}^{a}{\mathcal {D}}_{\mu }c^{a}=-i\partial ^{\mu }{\bar {c}}^{a}(\partial _{\mu }c^{a}+gf^{abc}A_{\mu }^{b}c^{c})}
で与えられる。
第一項はスカラー場と類似の運動項であり、第二項はゲージ場との相互作用を表している。g はゲージ場の結合定数、fabc はゲージ群の構造定数である。
ヤン＝ミルズ理論の場合、反ゴースト場はゴースト場と同じ随伴表現の添え字をもつ。
当初は反ゴースト場はゴースト場の複素共役であると間違って信じられていたが、ゴースト場、反ゴースト場はともに実である。
量子電磁力学のように可換なゲージ群をもつ理論では、第二項の fabc がゼロとなるため、ゴースト場はゲージ場と相互作用せず、ゴースト場の存在が理論に影響を及ぼさない。